# Hydriomena impuncta
Hydriomena impuncta är en fjärilsart som beskrevs av Barend J. Lempke 1950. Hydriomena impuncta ingår i släktet Hydriomena och familjen mätare. Inga underarter finns listade i Catalogue of Life.